# ویرا ۲۸۱۴
سیارک ۲۸۱۴ (به انگلیسی: 2814 Vieira، نامگذاری:1982FA3) دو هزار و هشتصد و چهاردهمین سیارک کشف شده‌است که در ۱۸ مارس ۱۹۸۲ کشف شد.
قدر مطلق سیارک برابر ۱۲٫۶۰ است.